# Fußball-Weltmeisterschaft 1974/Schottland
Die schottische Fußballnationalmannschaft bei der Fußball-Weltmeisterschaft 1974:

## Qualifikation
| Dänemark         | - | Schottland       | 1:4 (1:2) | Laudrup 28' / Macari 18', Bone 20', Harper 80', Morgan 83' |
| Schottland       | - | Dänemark         | 2:0 (1:0) | Dalglish 2', Lorimer 46'                                   |
| Schottland       | - | Tschechoslowakei | 2:1 (1:1) | Holton 40', Jordan 74' / Nehoda 32'                        |
| Tschechoslowakei | - | Schottland       | 1:0 (1:0) | Nehoda 15'                                                 |

## Schottisches Aufgebot
| Nr.               | Name            | Verein vor WM-Beginn | Geburtstag         | Spiele   | Tore     | Gelbe Karte | Rote Karte |
| Torhüter          | Torhüter        | Torhüter             | Torhüter           | Torhüter | Torhüter | Torhüter    | Torhüter   |
| ----------------- | --------------- | -------------------- | ------------------ | -------- | -------- | ----------- | ---------- |
| 1                 | David Harvey    | Leeds United         | 7. Februar 1948    | 3        | 0        | 0           | 0          |
| 12                | Thomson Allan   | Dundee United        | 5. Oktober 1946    | 0        | 0        | 0           | 0          |
| 13                | Jim Stewart     | FC Kilmarnock        | 9. März 1954       | 0        | 0        | 0           | 0          |
| Abwehrspieler     |                 |                      |                    |          |          |             |            |
| 2                 | Sandy Jardine   | Glasgow Rangers      | 31. Dezember 1948  | 3        | 0        | 0           | 0          |
| 3                 | Danny McGrain   | Celtic Glasgow       | 1. Mai 1950        | 3        | 0        | 0           | 0          |
| 5                 | Jim Holton      | Manchester United    | 11. April 1951     | 3        | 0        | 1           | 0          |
| 6                 | John Blackley   | Hibernian Edinburgh  | 12. Mai 1948       | 1        | 0        | 0           | 0          |
| 14                | Martin Buchan   | Manchester United    | 6. März 1949       | 2        | 0        | 0           | 0          |
| 16                | Willie Donachie | Manchester City      | 5. Oktober 1951    | 0        | 0        | 0           | 0          |
| 21                | Gordon McQueen  | Leeds United         | 26. Juni 1952      | 0        | 0        | 0           | 0          |
| 22                | Erich Schaedler | Hibernian Edinburgh  | 6. August 1949     | 0        | 0        | 0           | 0          |
| Mittelfeldspieler |                 |                      |                    |          |          |             |            |
| 4                 | Billy Bremner   | Leeds United         | 9. Dezember 1942   | 3        | 0        | 0           | 0          |
| 7                 | Jimmy Johnstone | Celtic Glasgow       | 30. September 1944 | 0        | 0        | 0           | 0          |
| 10                | David Hay       | Celtic Glasgow       | 29. Januar 1948    | 3        | 0        | 1           | 0          |
| 15                | Peter Cormack   | FC Liverpool         | 17. Juli 1946      | 0        | 0        | 0           | 0          |
| 18                | Tommy Hutchison | Coventry City        | 22. September 1947 | 2        | 0        | 0           | 0          |
| 20                | Willie Morgan   | Manchester United    | 2. Oktober 1944    | 2        | 0        | 0           | 0          |
| Stürmer           |                 |                      |                    |          |          |             |            |
| 8                 | Kenny Dalglish  | Celtic Glasgow       | 4. März 1951       | 3        | 0        | 0           | 0          |
| 9                 | Joe Jordan      | Leeds United         | 15. Dezember 1951  | 3        | 2        | 1           | 0          |
| 11                | Peter Lorimer   | Leeds United         | 14. Dezember 1946  | 3        | 1        | 0           | 0          |
| 17                | Donald Ford     | Heart of Midlothian  | 25. Oktober 1944   | 0        | 0        | 0           | 0          |
| 19                | Denis Law       | Manchester City      | 24. Februar 1940   | 1        | 0        | 0           | 0          |
| Trainer           |                 |                      |                    |          |          |             |            |
|                   | Willie Ormond   |                      | 23. Februar 1927   |          |          |             |            |

## Schottische Spiele bei der WM 1974
Das schottische Team fuhr mit großen Erwartungen zur ersten Fußball-WM in Deutschland, wo es Quartier im Sporthotel Erbismühle in Weilrod in den Ausläufern des Taunus bezog.
Der schottische Trainer Willie Ormond gab sich vor dem Turnier optimistisch: „Ich glaube, dass wir weiter kommen können als je zuvor. Wir haben talentierte Spieler und meine Aufgabe ist es, die richtige Mischung zu finden. Wir können sicher mit allen Mannschaften der Welt mithalten.“

### Schottland – Zaire 2:0
Tore: 1:0 Lorimer (24.), 2:0 Jordan (34.)
Obwohl die Schotten im Vorfeld der WM mehrfach betont hatten, dass es vorteilhaft wäre, das Auftaktspiel gegen Zaire möglichst hoch zu gewinnen (Originalton Bremner: „Wir werden uns nicht ausruhen, denn Tore sind immer wichtig.“), unterließen sie es in der zweiten Halbzeit, ihren 2:0-Vorsprung weiter auszubauen. Ihre Taktik war mehr auf Ballbesitz als auf Angriffsfußball ausgelegt und wurde in Schottland noch viele Jahre später heftig kritisiert sowie als Hauptgrund für das frühe Ausscheiden angesehen. Davie Hay erklärte später: „Hätten wir mehr WM-Erfahrung gehabt, hätten wir vielleicht mehr Druck ausgeübt und versucht, ein besseres Ergebnis zu erzielen.“ Auch Sturmkollege Joe Jordan ärgerte sich nachträglich: „Ich denke, es wäre besser gewesen, wenn es nicht gleich unser erstes Spiel gewesen wäre. Wäre es das dritte gewesen und wir hätten gewusst, dass wir mindestens drei Tore erzielen müssen, hätten wir das sicher auch geschafft.“ Und Peter Lorimer ergänzte: „Zaire als Auftaktgegner zu haben, war das Schlimmste, was uns passieren konnte. Das war ihr bestes Spiel, sie rannten und liefen und es machte mir den Eindruck, als ob sie dazu in den nächsten Spielen nicht mehr in der Lage waren. Hinzu kam, dass wir kein bestimmtes Ziel hatten.“

### Schottland – Brasilien 0:0
In der zweiten WM-Begegnung trafen die Bravehearts auf den Titelverteidiger Brasilien, gegen den Schottland noch nie gewinnen konnte. Der erste Vergleich endete 1:1 (1966) und die beiden letzten Begegnungen (1972 und 1973) wurden jeweils 0:1 verloren.
Die Brasilianer dominierten das Spiel in der Anfangsphase und erzielten sogar einen Lattenschuss. Doch noch vor der Pause bekamen die Bravehearts das Spiel besser in den Griff und waren vor allem in der zweiten Halbzeit das agilere Team. Nach einem Eckball von Lorimer konnte der brasilianische Torsteher Leão einen Kopfball von Jordan nur nach vorne klatschen. Dem heranbrausenden Bremner blieb keine Zeit, den Ball unter Kontrolle zu bringen, so dass er den Ball knapp am Tor vorbei schob. Im Anschluss an diese Szene entstand das bekannte Foto, auf dem ein fassungsloser Bremner sich die Hände vors Gesicht schlägt, umringt von mehreren brasilianischen Abwehrspielern und dem am Boden liegenden Torwart Leão.
Nachdem die Jugoslawen das Parallelspiel gegen Zaire 9:0 gewonnen hatten, mussten diese nun im letzten Gruppenspiel geschlagen werden, um ein vorzeitiges Ausscheiden zu vermeiden.

### Schottland – Jugoslawien 1:1
Tore: 0:1 Karasi (81.), 1:1 Jordan (88.)
Zusätzliche Aufregung entstand am Tag vor dem entscheidenden Gruppenspiel gegen Jugoslawien, als Todesdrohungen gegen die schottischen Spieler Sandy Jardine und Jimmy Johnstone bekannt wurden, die angeblich von der IRA kamen. Kurz darauf wurde bekannt, dass beide Flügel der IRA in Dublin jegliche Beteiligung an dieser Drohung bestritten, so dass sich die Situation im schottischen Camp wieder ein wenig entspannte.
In der Anfangsphase stellten die jugoslawischen Attacken die schottische Hintermannschaft vor erhebliche Probleme, doch dauerte es nicht lange, bis die Schotten das Spiel übernahmen. Die größte Chance der ersten Halbzeit hatte Joe Jordan nach dem Stoppfehler eines gegnerischen Verteidigers. Plötzlich stand Jordan völlig frei vor Enver Marić, schloss jedoch so überhastet ab, dass der bereits am Boden liegende Torhüter noch abwehren konnte. Die größte Chance der zweiten Halbzeit hatte Peter Lorimer. Er lupfte den Ball über den herausstürzenden Marić, doch konnte Vladislav Bogićević den Ball gerade noch kurz vor der Torlinie wegschlagen.
Das 0:1 fiel aus heiterem Himmel. Nach Flanke von Dragan Džajić verwandelte Stanislav Karasi per Kopf aus wenigen Metern Torentfernung und ließ dem schottischen Schlussmann David Harvey bei dessen einzigen Gegentor in diesem Turnier keine Chance. Zwar gelang Jordan mit einem beherzten Schuss ins kurze Eck noch der Ausgleich, doch war das Spiel bald danach ebenso vorbei wie Schottlands WM-Hoffnungen. Denn weil die Brasilianer das Parallelspiel gegen Zaire 3:0 gewannen, schied Schottland aufgrund der um ein Tor schlechteren Tordifferenz gegenüber Brasilien aus.
Trotz des Ausscheidens (Davie Hay: „Die Tatsache, dass wir so gut gespielt haben und ungeschlagen blieben, macht es verdammt schwer zu kapieren, dass wir ausgeschieden sind.“) wurde die Mannschaft frenetisch von den Fans gefeiert, die anschließend so ausgelassen und friedlich in Frankfurt feierten, dass der britische Generalkonsul John Fearnley lobend erwähnte: „Das Verhalten der schottischen Fans war allererste Klasse.“
Auch bei ihrer Heimkehr wurde die schottische WM-Delegation von rund zehntausend Fans am Flughafen Glasgow frenetisch empfangen. Niemand hatte einen derart überschwänglichen Empfang erwartet.